# Металопрокатний завод в Ель-Убур
Металопрокатний завод в Ель-Убур – підприємство чорної металургії Єгипту, майданчик якого знаходиться на північно-східній околиці каїрської агломерації.
Проект реалізувала компанія El Masria Steel, яку створили у 1998 році. Споруджений нею металопрокатний завод має продуктивність у 250 тисяч тон будівельної арматури на рік.
З 2003-го El Masria Steel входить до холдингу El Garhy Steel. 
В 2021-му італійська компанія Danieli провела модернізацію нагрівальних печей заводу, що дозволило скоротити споживання палива більш ніж на чверть.